# 藤沢武
藤澤 武（ふじさわ たけし、1946年12月29日 - ）は、NHKの元エグゼクティブアナウンサー。

## 人物
大分県立津久見高等学校を経て日本大学を卒業後、1970年入局。
現役時代は九州・四国・中国・近畿・中部・関東・東北と北海道以外全ての地域で勤務。長らくスポーツ実況を担当し、特に『大相撲中継』では輪島・貴ノ花（初代）、北の湖、千代の富士、若貴フィーバーの時代、千代大海登場の1999年初場所まで23年間務めた。
その後スポーツから退いて報道のアナウンサーとなった。2010年ごろまでは嘱託でNHK BSニュースを担当していたが、2011年からNHK鳥取放送局のシニアスタッフとして赴任し、2013年3月まで担当していた。現在はNHK文化センター米子教室などで朗読の指導を行っている。大相撲本場所終了後のNHK鳥取のニュースでは場所後の講評を担当している。
趣味は釣り。

## 過去の出演番組
- 大相撲中継他スポーツ中継（高校野球など）
- NHK BSニュース（嘱託期間中）
- テレビ・ラジオ（国際放送独自放送を含む）の短時間ニュース補助や『株式市況』、『気象通報』、『ラジオ版の海外安全情報』など（嘱託期間中随時）

## 同期
- 青木健一、朝妻基祐、浅見忠司、生熊雅夫、板谷直実、井上元、大滝重輿、小柳実、木村知義、金城紀昭、久保慶子（旧姓・伊藤）、黒沢典之、桑原堯、向後雅博、古賀成治、斉藤正安、榊寿之、柴田実、田沢真、田中久雄、谷口俊二、寺田道雄、中谷成子（旧姓・尾関）、二宮正博、野島正興、深草耕太郎、藤野寿一、二見和男、増渕路子（旧姓・佐藤）、丸山晃、三杉栄、宮川俊二、宮田修、室井民雄。